# فيليب كولون
فيليب كولون مواليد 27 فبراير 1950، هو متسابق دراجات نارية سويسري. نافس في سباقات بطولة العالم لفئة 500 سي سي ولفئة 350 سي سي ولفئة 50 سي سي.

## روابط خارجية
- فيليب كولون على موقع MotoGP.com (الإنجليزية)